# Романская архитектура Чехии

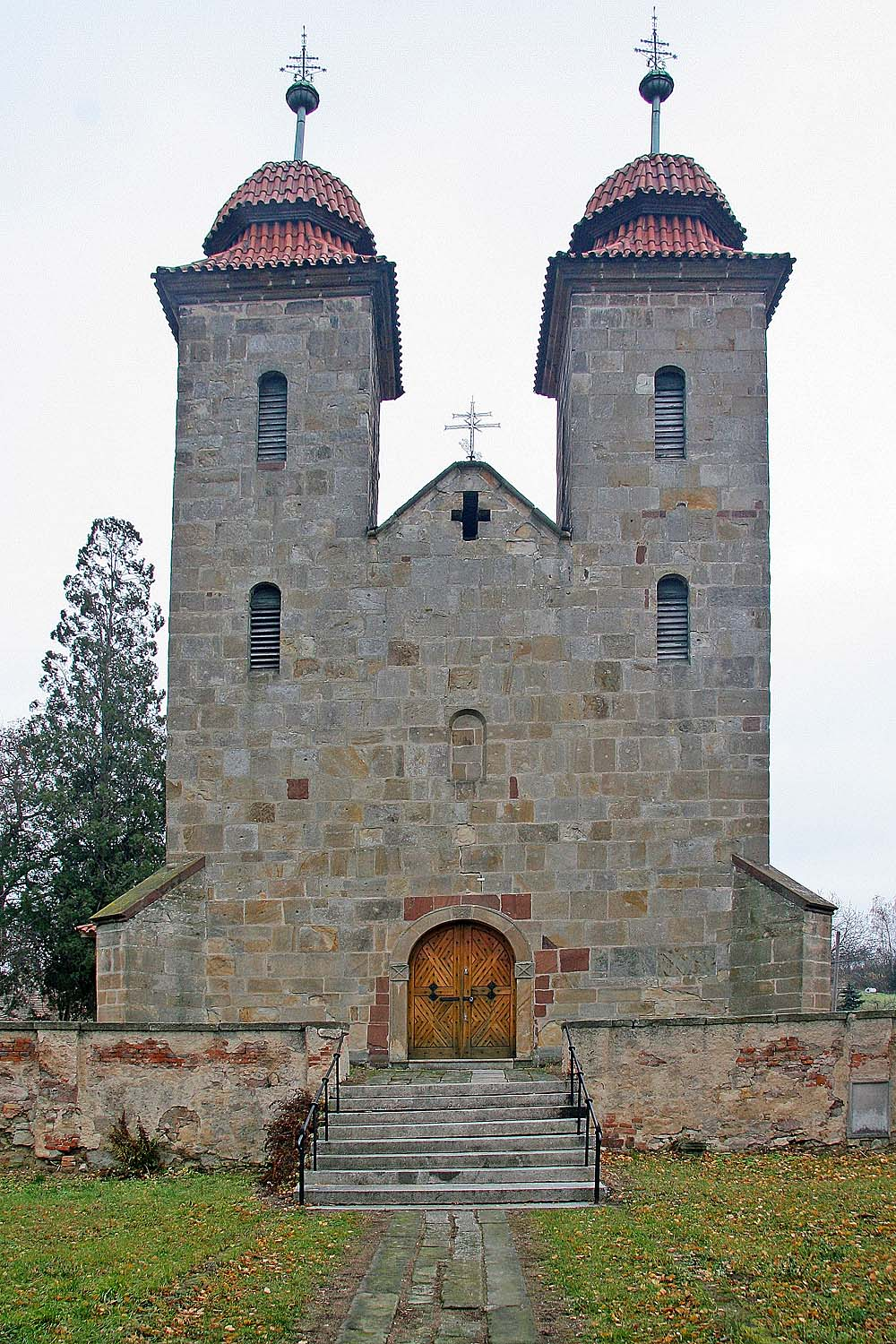
Фасад романской базилики^{(чеш.)} в Тисмице

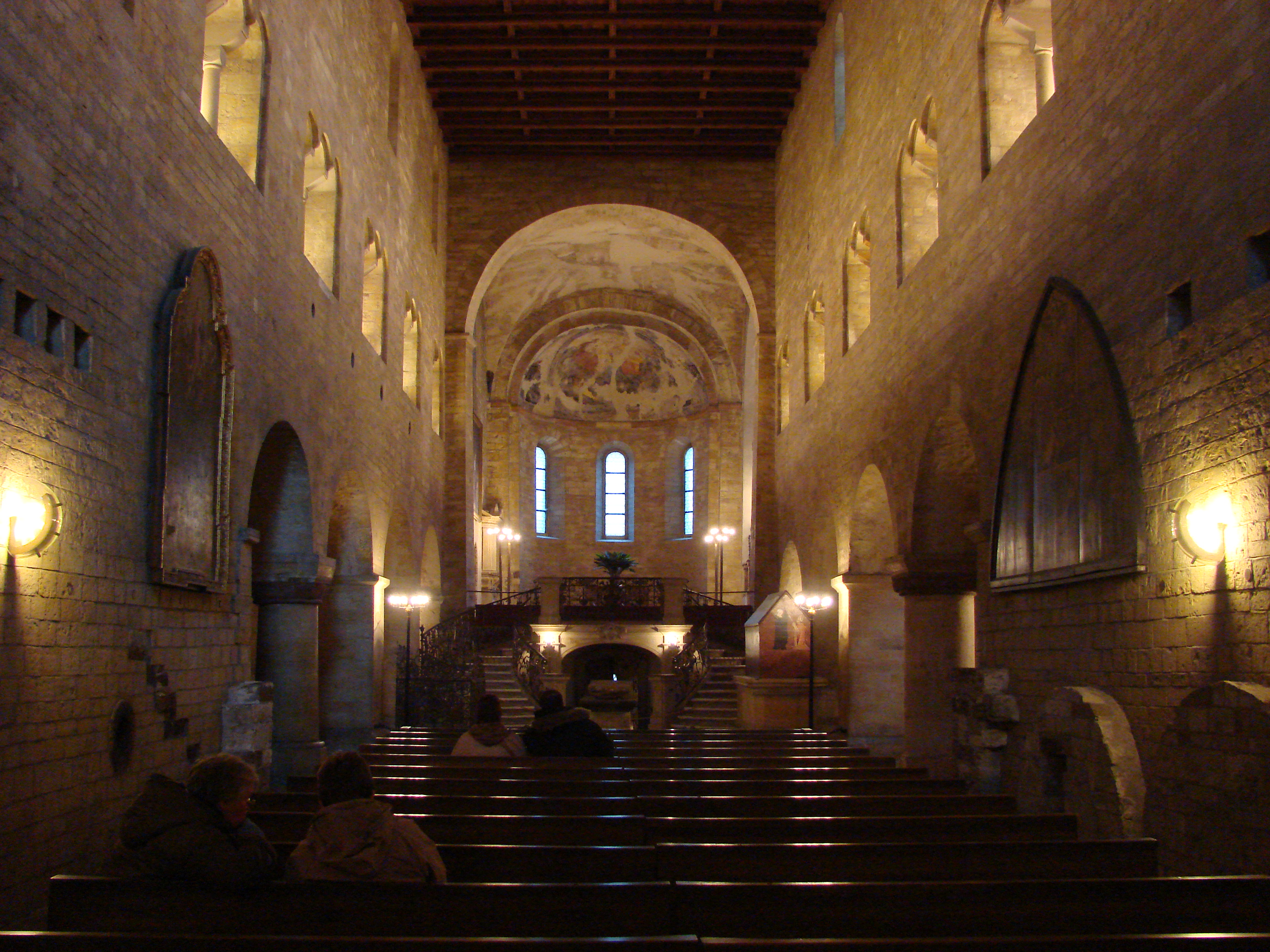
Внутреннее убранство Базилики святого Георгия на Пражском граде

Романская архитектура в Чехии — первый этап развития архитектуры на территории современной Чешской Республики, со времён которого до наших дней сохранились некоторые строения. Предшествующим этапом считается архитектура Великой Моравии, от периода которого до нас дошли только элементы и очертания фундамента зданий.
В романский период в Чехии появляются первые каменные строения, в первую очередь, костёлы и монастыри, а затем также каменные городские дома, городские укрепления и каменные замки. Строения романской архитектуры возводились в Чехии и Моравии с IX до середины XIII века, когда получила распространение готическая архитектура.

## Романская архитектура Великой Моравии
Типологические виды христианских храмов, возникших в Моравии, на окраине Европы, вторичны по отношению к западно- и южноевропейским аналогам. Строений практически не сохранилось. Их появление связано с приходом христианства в эти земли. В 796 году был проведен синод с участием Зальцбургского, баварского епископов и аквилейского патриарха. В 829 году было решено, что Моравия будет подчиняться епископству в Пассау.
Самой старой постройкой можно считать ротонду с двумя апсидами в Микульчице примерно с начала IX века. Исследователи затрудняются однозначно назвать прообраз, подобные сооружения встречаются в Истрии, Далмации, можно провести связь с Аквилеей в Италии. Около ротонды располагалось кладбище и были обнаружены остатки драгоценностей; есть основания полагать, что постройка была частью резиденции богатого вельможи.

## Первые постройки (X век)

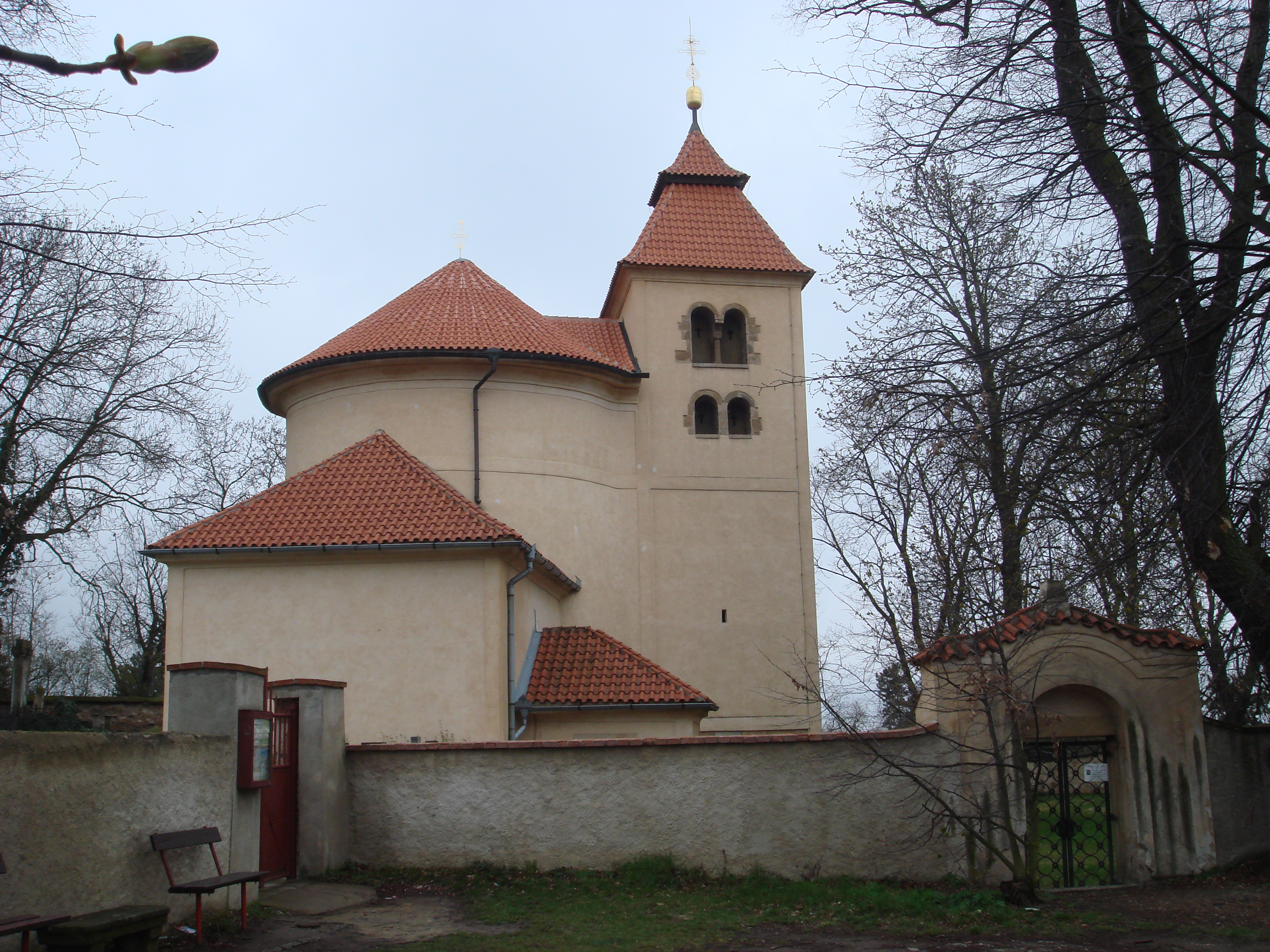
Костёл Святых Петра и Павла в Будече (после 895 года)

К концу IX века и в X веке в Чехии были поставлены первые каменных сооружения, из них, за редкими исключениями, сохранились только единицы, часто скрытые позднейшей перестройкой.
Первые каменные костёлы начали строить Пржемысловичи примерно после крещения Борживоя I (умер около 889 года), заложив тем самым длинную традицию великоморавской архитектуры — типичной формой стала ротонда с апсидой. Самым старым каменным строением Богемии был костёл Святого Климента в Леви-Градце), потом после переезда Пржемысловичей в Пражский Град был поставлен костёл святой девы Марии(чеш., англ.), позже ещё два костёла на Пражском Граде. Все эти церковные постройки были предназначены в первую очередь для захоронений. В них не могло поместиться большое количество посетителей, так как христианство было распространено только среди правящей элиты.
Первой достаточно большой постройкой была базилика Святого Георгия на Прадском Граде, законченная в 921 году. Потом, во время правления Вацлава, была построена ротонда святого Вита с четырьмя апсидами, в плане формы креста.
За пределами Пражского Града стали появляться костёлы в других районах Праги (базилика Святого Лаврентия, ротонда Святого Иоанна Крестителя, костёл Святого Климента на Вышеграде) и в других населённых пунктах, например, ротонда Святых Петра и Павла (Стари-Пльзенец), костёл Святых Козьмы и Дамиана (Стара-Болеслав). Примерно в то же время появилась ротонда святого Петра и Павла в Будече (башня была пристроена позже), самая старая сохранившаяся постройка на территории. Рядом видны на поверхности остатки фундамента костёла святой девы Марии примерно с того же времени.
Влиятельным княжеским родом X века также были Славниковичи (до их истребления в 995 году). В их гнезде Либице-над-Цидлиноу первый костёл появился приблизительно в 962 — 995 годах. В отличие от Пржемысловичей, у них не заметно великоморавское влияние — на их территории неизвестно ни одной ротонды.
В 973 — 976 годах в Праге было заложено епископство. Первым епископом был Детмар, который принес немецкие влияния в архитектуру. Они проявились при благоустройстве собора святого Вита на Пражском Граде, который был повышен до епископского, также при перестройке базилики Святого Георгия, к которой был сделан дом Бенедиктинских пани для незамужних княжеских дочерей.

## XI век
В течение XI века романский стиль в Чехии стал более домашним. Значимым моментом является приход бенедиктинцев, первого монашеского ордена на территории Чехии. Появляются, в первую очередь, монументальные строения (базилики и монастыри), которые приносят новшества: крипту, двуххоровое расположение, поперечный неф.

### Первые монастыри — бенедиктинские
Уже к конце X века в Богемию приходят первые представители бенедиктинцев. Они строят новые монастыри часто на местах старых славянских городищ, обычно с монументальным костёлом в форме трёхнефной базилики. Первым монастырем считается монастырь в Бржевнове (сейчас район Праги) (заложен около 993 года), от которого до наших дней сохранилась романская крипта базилики (до 1045 года). Второй монастырь был заложен в Острове у Давле (чеш. Ostrov u Davle) в 999 году, от которого сохранились только остатки фундамента. В 1032 году князь Чехии Ольдржих основывает новый бенедиктинский монастырь в Сазаве, от которого остались только основы (на квадратном плане, с четырьмя апсидами). Другие бенедиктинские монастыри появились в Опатовице над Лабем (чеш. Opatovice nad Labem) и других местах.
Монастыри бенедиктинцев ставились и в Моравии. Первым был построен Райградский монастырь (Rajhradský klášter) в 1048 году, потом в 1078 году Градиский монастырь (Klášter Hradisko) около Оломоуца, в 1101 году монастырь в Тршебиче. От первых построек монастырей этого времени остатков не сохранилось.

### Постройки Пршемысловичей

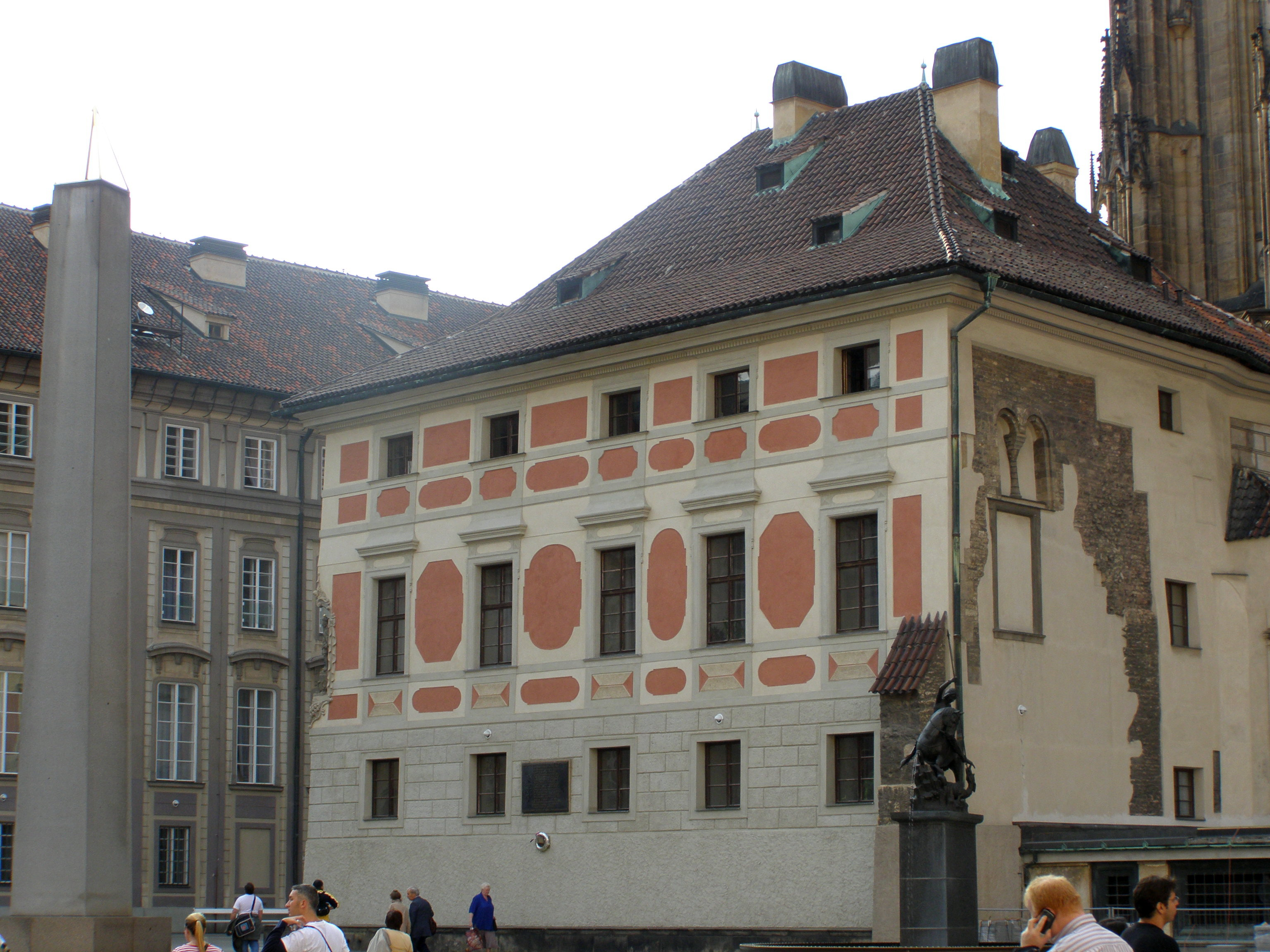
Остатки от епископского дворца в здании старого пробстства в Пражском Граде

Известные частично сохранившиеся постройки были возведены родом Пршемысловичей. В Пражском граде при Бржетиславе I прошла перестройка ротонды святого Вита, законченная в 1039 году. Также были проведены и укрепительные работы града. Самой известной постройкой считается возведение базилики святого Вита, Вацлава и Войтеха (предшественник современного собора святого Вита). Строительство было начато в 1060 году Вратиславом II. К 1096 году появилась монументальная базилика с двумя хорами (по примеру немецкой архитектуры, например напоминает базилику в Аугсбурге) и восточным трансептом. Впервые в Чехии появились североительянские орнаментальные мотивы. Одновременно был перестроен Епископский дворец, частично сохранившийся по соседству с собором святого Вита.
Князь Вратислав II из-за частых ссор с братом епископом Яромиром переехал в Вышеград, из-за чего в нём началась активная строительная деятельность (были построены укрепления, мост и перестроен дворец). Также были возведены две романские базилики: базилика Святых Петра и Павла (позже была перестроена) и трехнефная базилика Святого Лаврентия (напоминает Эльзасскую архитектуру), от которой сохранился маленький торс, а также ротонда Святого Мартина.
За пределами Праги Бржетислав I заложил капитул в Стара-Болеславе, при котором была построена трехнефная базилика Святого Вацлава (освящена в 1046 году). Позже она была перестроена, от первоначального состояния сохранилась романская крипта). Князь Спытигнев II в 1057 году заложил капитул в Литомержице, где была построена базилика Святого Стефана.
К самым старым романским памятникам Моравии относится ротонда Святой Екатерины (изначально Введения), построенная в Зноймо. В XI веке была дополнительно украшена росписью.
|                                              |  |                                                    |  |                                                |  |                                           |  |                                                                     |
| Костёл Святого Климента, Леви-Градец, IX век |  | Ротонда Святых Петра и Павла Стари-Пльзенец, X век |  | Ротонда Святой Екатерины, Зноймо, нач. XI века |  | Ротонда Святого Мартина, Вышеград, XI век |  | Костёл Вознесения Девы Марии, Могельнице-над-Йизероу, нач. XII века |